# Quasi 40
Quasi 40 è una canzone dei Tiromancino, estratta come secondo singolo dall'album greatest hits Il suono dei chilometri, pubblicato nel 2008.
Il brano è un remake della canzone Complicated shadows di Elvis Costello, riflessione dell'autore sulla propria vita, una volta arrivato alla soglia dei 40 anni, in cui ci si chiede cosa si è fatto fino a quel momento. La riflessione è raccontata come un dialogo con la madre dell'autore, a cui ci si rivolge, promettendole l'intenzione di sposarsi ed avere un figlio.
Nella versione sull'album e in quella nel video i primi versi del brano dicono "Oh mamma ho quasi 40 anni/che cazzo ho fatto fino adesso". Nella versione distribuita alle radio, invece il testo è leggermente modificato in "Oh mamma ho quasi 40 anni/che cosa ho fatto fino adesso".

## Video musicale
Il videoclip di "Quasi 40" è stato scritto e diretto da Federico Zampaglione, cantante e frontman del gruppo.

## Classifiche
| Paese  | Posizione più alta |
| ------ | ------------------ |
| Italia | 37                 |